# Auguste de La Force
Auguste de La Force (* 18. August 1878 in Dieppe; † 3. Oktober 1961 in Saint-Aubin-de-Locquenay) war ein französischer Historiker und Mitglied der Académie française.

## Leben
Auguste-Armand-Ghislain-Marie-Joseph-Nompar de Caumont, duc de La Force (auch: Auguste de Caumont de La Force) wuchs in Paris auf, ging bei den Jesuiten in die Schule und studierte an der École libre des sciences politiques, wo er Albert Sorel und Albert Vandal zu Lehrern hatte. Er schloss 1899 mit dem Diplom ab, verweigerte aber die Diplomatenkarriere und wurde aus Liebe zur französischen Geschichte des 17. Jahrhunderts ein Privatgelehrter, der 55 Jahre lang zahlreiche Bücher publizierte.
1925 wurde er auf den Sitz Nr. 27 der Académie française gewählt. Er starb 1961 im Alter von 83 Jahren im Schloss Perrochel (20 Kilometer südlich Alençon) unweit der Sarthe.

## Werke
- L’architrésorier Lebrun. Gouverneur de la Hollande. 1810–1813. Plon, Paris 1907. (Charles-François Lebrun)
- Lauzun. Un courtisan du grand Roi. Hachette, Paris 1913. (Antonin Nompar de Caumont)
- Le grand Conti. Émile-Paul frères, Paris 1922. (François Louis de Bourbon, prince de Conti)
- Curiosités historiques.  Émile-Paul frères, Paris 1923.
- Le maréchal de La Force (1558–1652). 2 Bde. Émile-Paul frères, Paris 1924–1928. Un serviteur de sept rois. Plon, Paris 1950. (Jacques Nompar de Caumont)
- La vie amoureuse de la Grande Mademoiselle. 2 Bde. Flammarion, Paris 1927. (Anne Marie Louise d’Orléans, duchesse de Montpensier)
- Comédies sanglantes, drames intimes. Émile-Paul frères, Paris 1930.
- Dames d’autrefois.  Émile-Paul frères, Paris 1933.
- (mit Gabriel Hanotaux). Histoire du cardinal de Richelieu. Bde. 3–6. Plon, 1933–1948.
- Femmes fortes. Emile-Paul frères, Paris 1936.
- Histoires et portraits.  2 Bde. Emile-Paul frères, Paris 1937–1939.
- Chateaubriand au travail. Aubanel, Avignon 1941.
- (mit Gabriel Hanotaux) Richelieu. Flammarion, Paris 1943.
- Le beau passé. 1. De Bayard au Roi Soleil. 2. De Colbert à Marat. 2 Bde. Table Ronde, Paris 1946.
- En suivant nos pères. Amiot-Dumont, Paris 1952.
- Louis XIV et sa cour. Fayard, Paris 1956.
- Amours et usages de jadis. Fayard, Paris 1959.
- Dix siècles d’histoire de France. Les Caumont La Force. Fasquelle, Paris 1960.
- La fin de la douceur de vivre. Souvenirs. 1878–1914. Plon, Paris 1961.
- (postum) En marge de l’Académie. Wesmael-Charlier, Paris 1962.